# Calibrachoa excellens
Calibrachoa excellens är en potatisväxtart som först beskrevs av R.E. Fries, och fick sitt nu gällande namn av H.J.W. Wijsman. Calibrachoa excellens ingår i släktet Calibrachoa och familjen potatisväxter. Inga underarter finns listade i Catalogue of Life.